# Maisara Al-Nagar
Maisara Al-Nagar –en árabe, ميسرة النجار– (nacido el 23 de junio de 1992) es un deportista egipcio que compite en judo. Ganó cuatro medallas en el Campeonato Africano de Judo entre los años 2015 y 2018.

## Palmarés internacional
| Campeonato Africano | Campeonato Africano       | Campeonato Africano | Campeonato Africano |
| Año                 | Lugar                     | Medalla             | Categoría           |
| ------------------- | ------------------------- | ------------------- | ------------------- |
| 2015                | Libreville (Gabón)        | Medalla de bronce   | Abierta             |
| 2017                | Antananarivo (Madagascar) | Medalla de plata    | +100 kg             |
| 2017                | Antananarivo (Madagascar) | Medalla de bronce   | Abierta             |
| 2018                | Túnez (Túnez)             | Medalla de plata    | Abierta             |